# Jeff Sonas
Jeff Sonas és un estadístic i analista dels escacs que va crear Chessmetrics, un sistema per avaluar i classificar en funció de la seva força comparada els jugadors d'escacs, i que és un intent de millora del Sistema de puntuació Elo. És el fundador i propietari del lloc web Chessmetrics.com, que ofereix els càlculs de Sonas sobre la classificació mundial i rànquings històrics de jugadors d'escacs, anant enrere en el temps fins a gener de 1843. Tal com escriu Sonas "Des de l'estiu de 1999, he dedicat incomptables hores analitzant les estadístiques d'escacs, inventant fórmules i d'altres anàlisis tècniques, i calculant avaluacions històriques." Sonas ha escrit dotzenes d'articles des de 1999 per ChessBase.com i d'altres llocs web dedicats als escacs.